# Geiswiller-Zœbersdorf
Geiswiller-Zœbersdorf  est une commune nouvelle française située dans la circonscription administrative du Bas-Rhin et, depuis le 1er janvier 2021, dans le territoire de la Collectivité européenne d'Alsace, en région Grand Est.

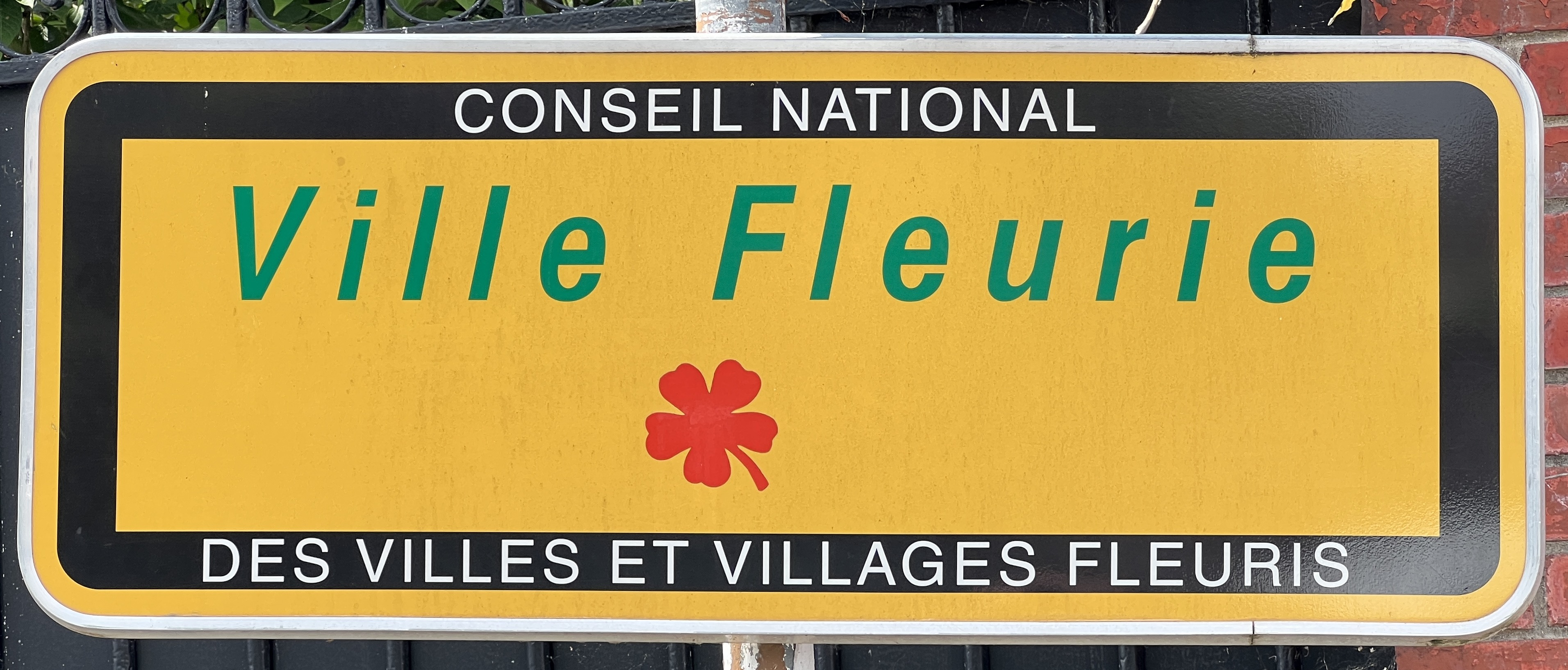
La récompense "Ville Fleurie", également connue sous le nom de "Villes et Villages fleuris, anciennement appelée concours, a été créée en 1959 en France pour promouvoir le fleurissement, l'environnement de vie et les espaces verts.

## Géographie

### Localisation
Geiswiller (prononcé [ɡajsvilɛr]) et Zœbersdorf (prononcé [tsøbərsdɔrf])  sont deux anciennes communes françaises de la plaine d'Alsace situées à 29,2 km au nord-ouest de Strasbourg dans le département du Bas-Rhin, en région Grand Est.
Ces communes se trouvent dans la région historique et culturelle d'Alsace.

### Hydrographie
La commune est dans le bassin versant du Rhin au sein du bassin Rhin-Meuse. Elle est drainée par le ruisseau le Bachgraben, le ruisseau le Gutlentbaechel et le ruisseau le Sonderbach,.
Le Bachgraben, d'une longueur de 13 km, prend sa source dans la commune de Bouxwiller et se jette  dans la Zorn à Hochfelden, après avoir traversé huit communes. 

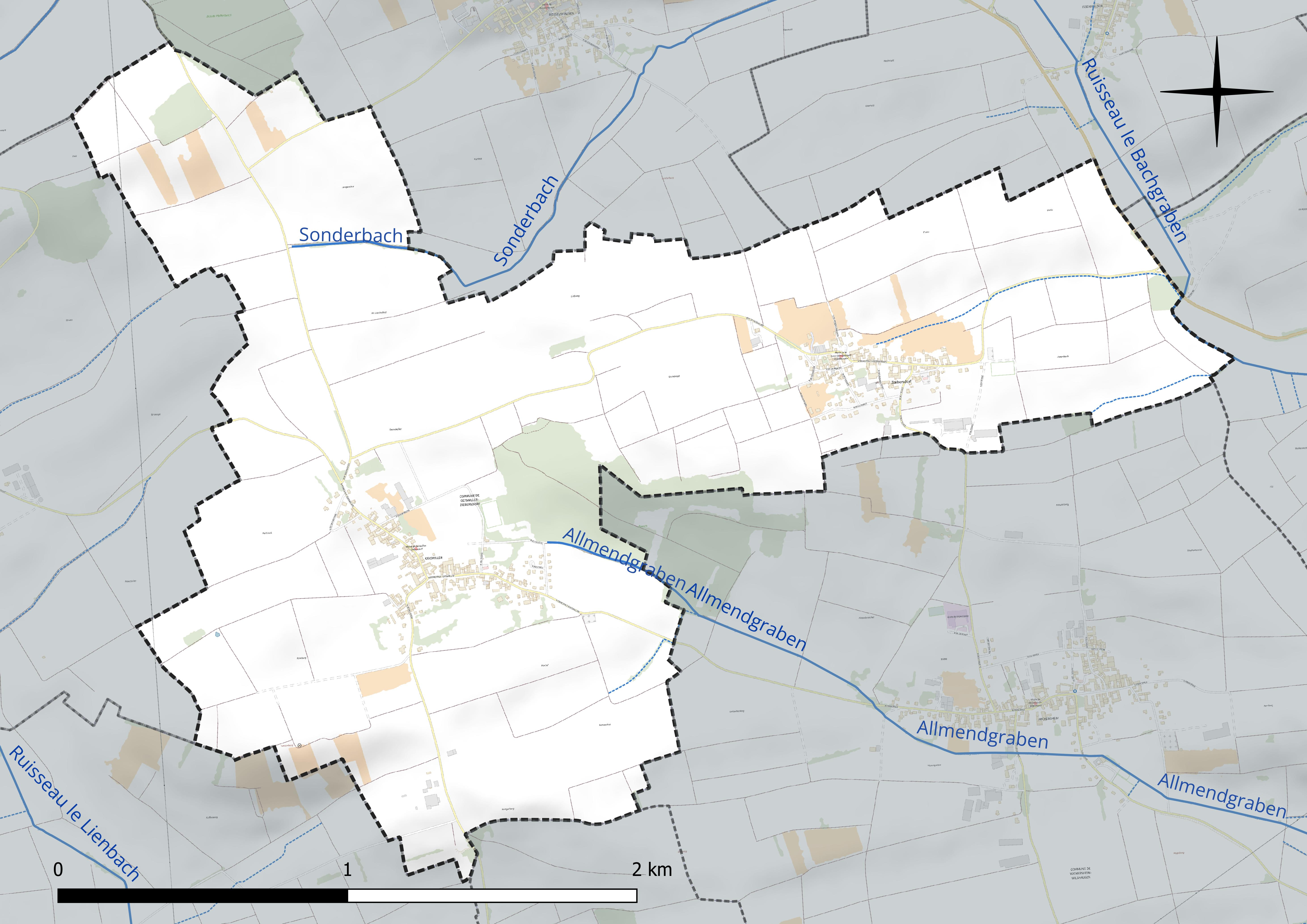
Réseau hydrographique de Geiswiller-Zœbersdorf.

### Climat
Pour des articles plus généraux, voir Climat du Grand Est et Climat du Bas-Rhin.
En 2010, le climat de la commune est de type climat des marges montargnardes, selon une étude du Centre national de la recherche scientifique s'appuyant sur une série de données couvrant la période 1971-2000. En 2020, Météo-France publie une typologie des climats de la France métropolitaine dans laquelle la commune est exposée à un climat semi-continental et est dans la région climatique  Vosges, caractérisée par une pluviométrie très élevée (1 500 à 2 000 mm/an) en toutes saisons et un hiver rude (moins de 1 °C). 
Pour la période 1971-2000, la température annuelle moyenne est de 10,3 °C, avec une amplitude thermique annuelle de 17,7 °C. Le cumul annuel moyen de précipitations est de 843 mm, avec 10,9 jours de précipitations en janvier et 10,5 jours en juillet. Pour la période 1991-2020, la température moyenne annuelle observée sur la station météorologique de Météo-France la plus proche, « Waltenheim-sur-zorn », sur la commune de Waltenheim-sur-Zorn à 10 km à vol d'oiseau, est de 11,3 °C et le cumul annuel moyen de précipitations est de 652,2 mm. 
La température maximale relevée sur cette station est de 38 °C, atteinte le 7 août 2015 ; la température minimale est de −14,9 °C, atteinte le 20 décembre 2009,,. 
Les paramètres climatiques de la commune ont été estimés pour le milieu du siècle (2041-2070) selon différents scénarios d'émission de gaz à effet de serre à partir des nouvelles projections climatiques de référence DRIAS-2020. Ils sont consultables sur un site dédié publié par Météo-France en novembre 2022.

## Urbanisme

### Typologie
Au 1er janvier 2024, Geiswiller-Zœbersdorf est catégorisée commune rurale à habitat dispersé, selon la nouvelle grille communale de densité à sept niveaux définie par l'Insee en 2022.
Elle est située hors unité urbaine. Par ailleurs la commune fait partie de l'aire d'attraction de Strasbourg (partie française), dont elle est une commune de la couronne,. Cette aire, qui regroupe 268 communes, est catégorisée dans les aires de 700 000 habitants ou plus (hors Paris),.

## Toponymie
- Geisweiler (1793), Geiswiller (1801).

- Le nom pourrait provenir du préfixe de la racine indo-européenne Kas, Ges, qui signifie « la source » et du suffixe Villa, le domaine, la ferme. 
- Depuis la période médiévale, le préfixe a été rapproché de l'alsacien « Geis », la chèvre.
- Zaebersdorf (1793), Zœbersdorf (1801).

## Histoire
La commune nouvelle de Geiswiller-Zœbersdorf est créée par un arrêté du préfet du Bas-Rhin du 28 décembre 2017, elle regroupe les anciennes communes de Geiswiller et Zœbersdorf à compter du 1er janvier 2018.

## Politique et administration

### Conseil municipal
Jusqu'aux prochaines élections municipales de 2020, le conseil municipal de la nouvelle commune est constitué de tous les conseillers municipaux des anciennes communes. Chacune d'entre elles devient commune déléguée.
| Nom                | Code Insee | Intercommunalité      | Superficie (km2) | Population (dernière pop. légale) | Densité (hab./km2) |
| ------------------ | ---------- | --------------------- | ---------------- | --------------------------------- | ------------------ |
| Geiswiller (siège) | 67153      | CC du Pays de la Zorn | 3,2              | 217 (2016)                        | 68                 |
| Zœbersdorf         | 67560      | CC du Pays de la Zorn | 1,85             | 178 (2015)                        | 96                 |

### Liste des maires
| Période        | Période  | Identité             | Étiquette | Qualité |
| -------------- | -------- | -------------------- | --------- | ------- |
| 5 janvier 2018 | En cours | Jean-Georges Hammann |           |         |

## Population et société

### Démographie
L'évolution du nombre d'habitants est connue à travers les recensements de la population effectués dans la commune depuis sa création.

En 2022, la commune comptait 388 habitants, en évolution de −2,27 % par rapport à 2016 (Bas-Rhin : +3,17 %, France hors Mayotte : +2,11 %).
| 2015 | 2020 | 2022 |
| ---- | ---- | ---- |
| 396  | 392  | 388  |

## Culture locale et patrimoine

### Lieux et monuments
- L'ancienne commune de Geiswiller possède un square pour enfants proche du terrain de football et un terrain de pétanque. Un spacieux préau sert d'abri aux fêtes estivales.
- L'ancienne commune de Zœbersdorf possède également un terrain de foot et abrite un monument historique :
- La ferme Wendling, inscrite par arrêté du 6 décembre 1999[17].

### Galerie

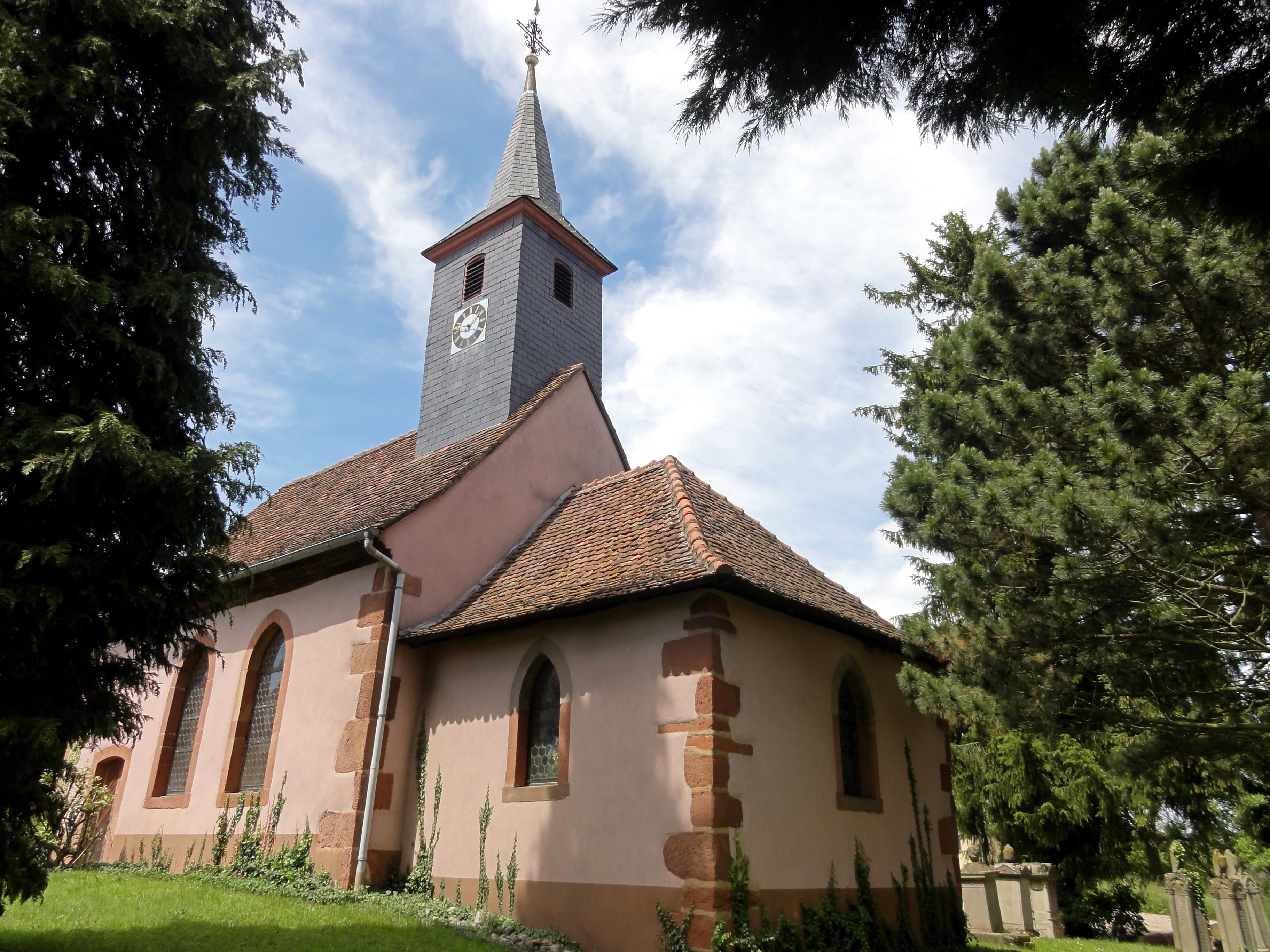
Église protestante (1737) rue Principale à Geiswiller.
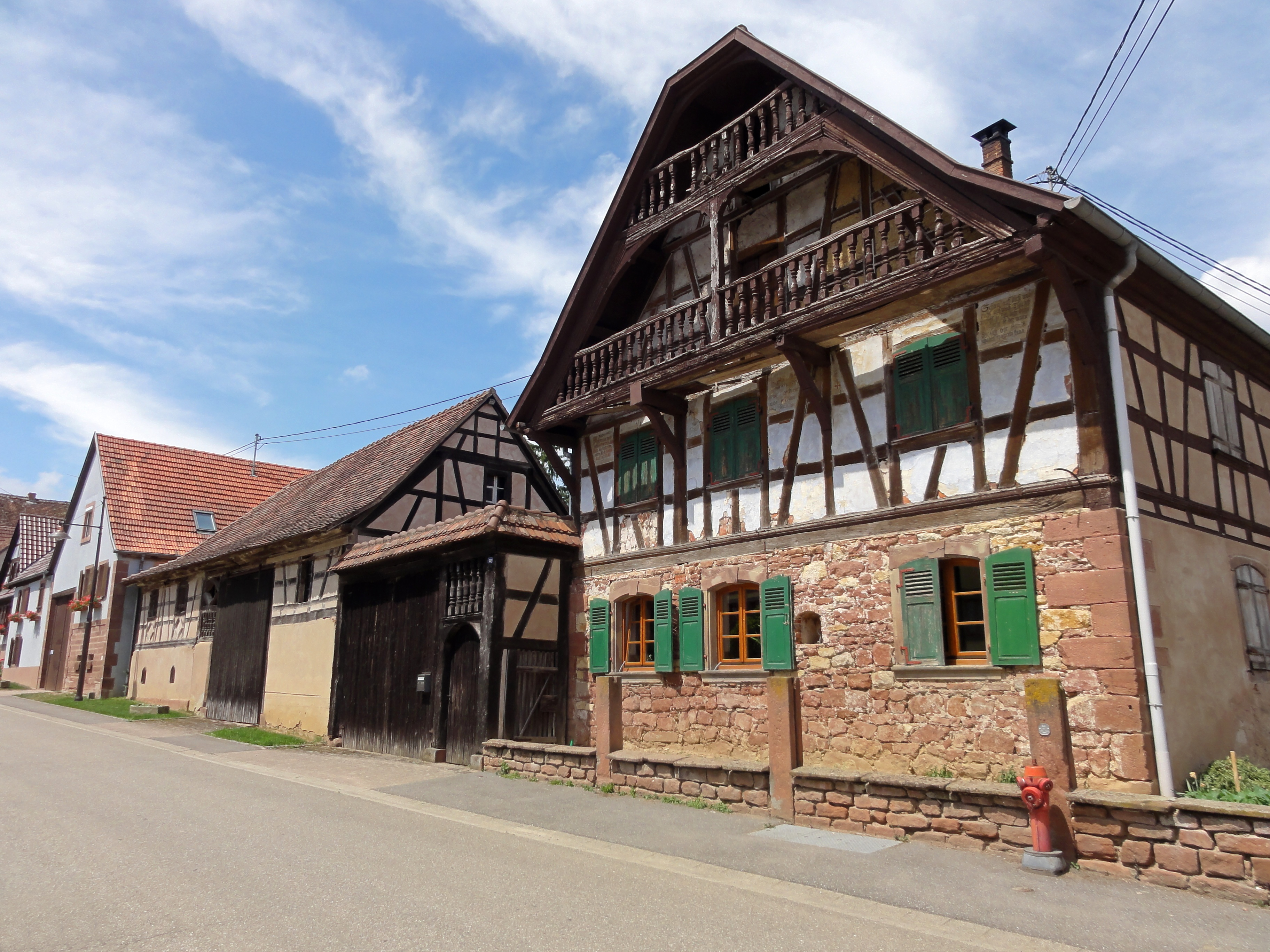
Ferme (XVIIIe) 20 rue Principale à Geiswiller.
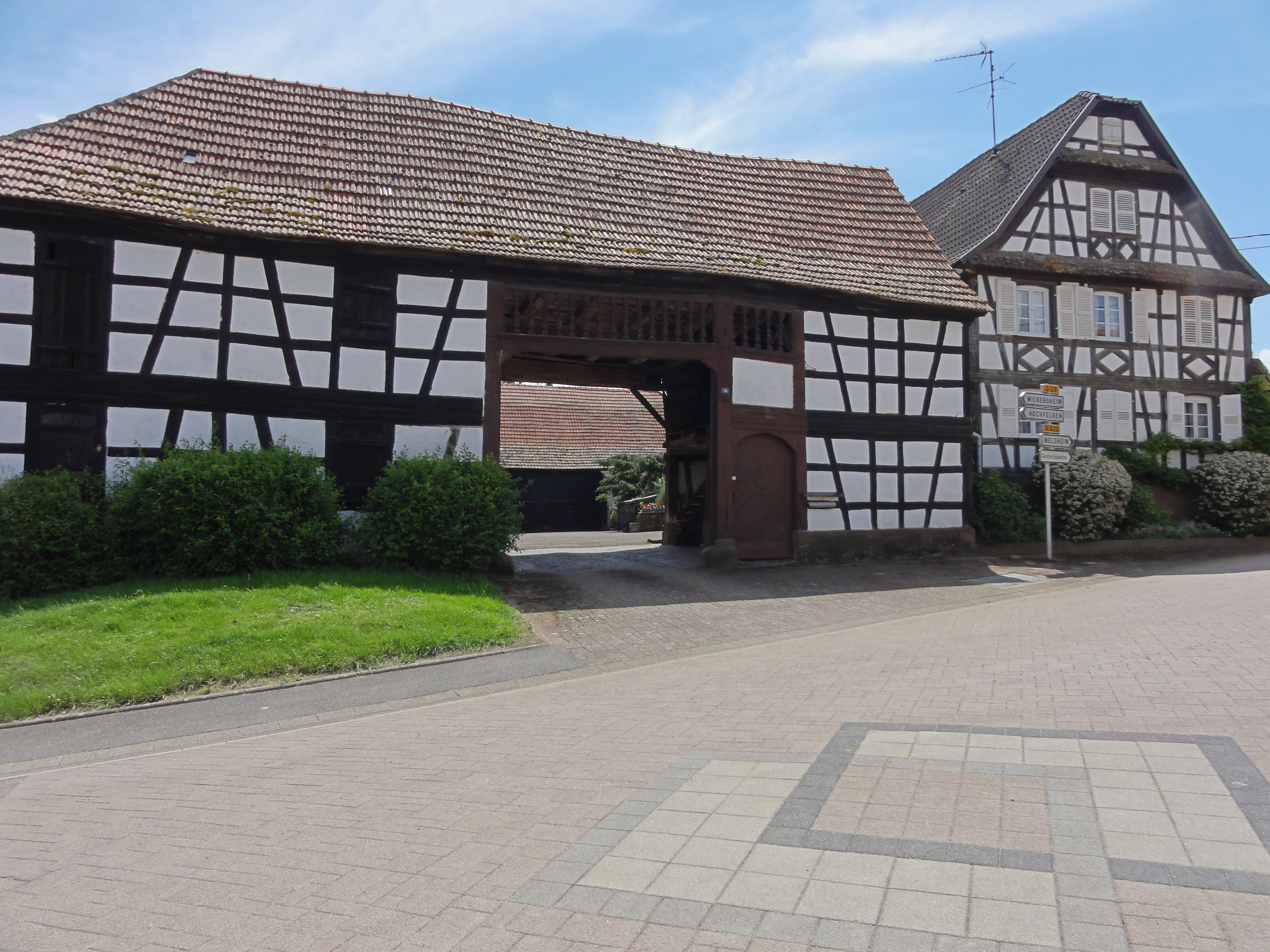
Ferme (XVIIIe-XIXe siècle) 35 rue Principale à Geiswiller.
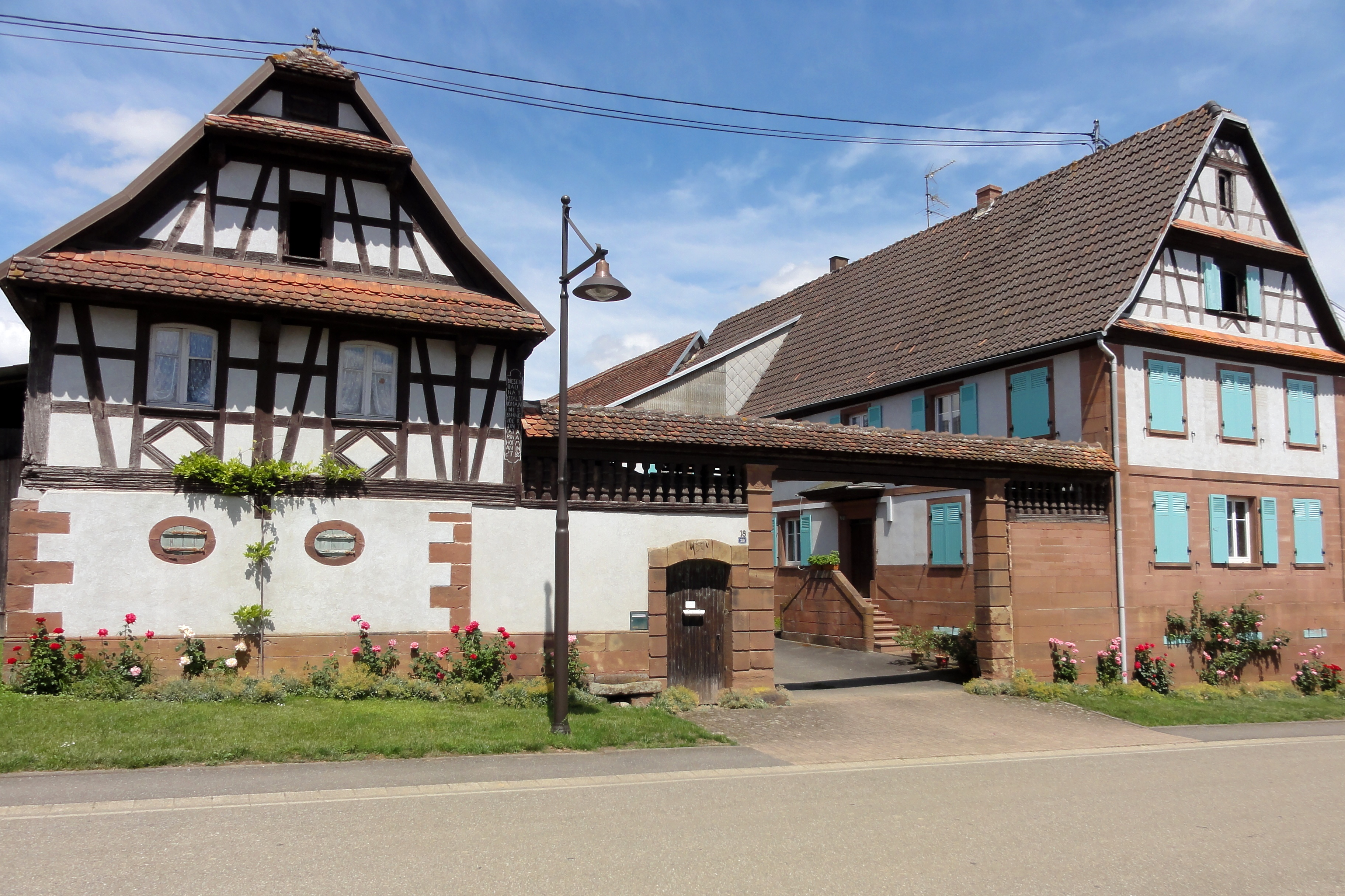
Ferme (XVIIIe-XIXe siècle) 26 rue Principale à Geiswiller.
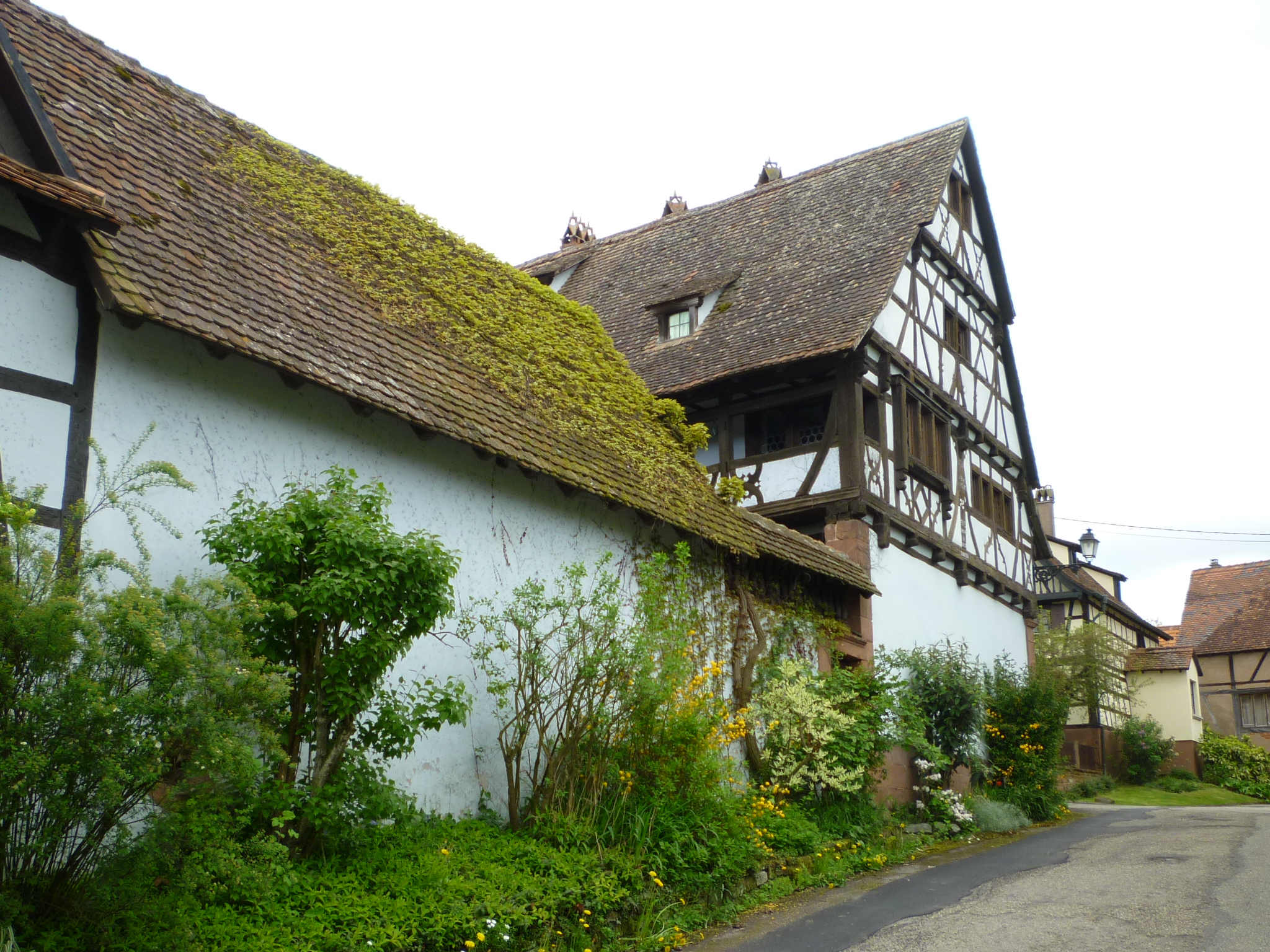
Ferme Wendling Zœbersdorf.
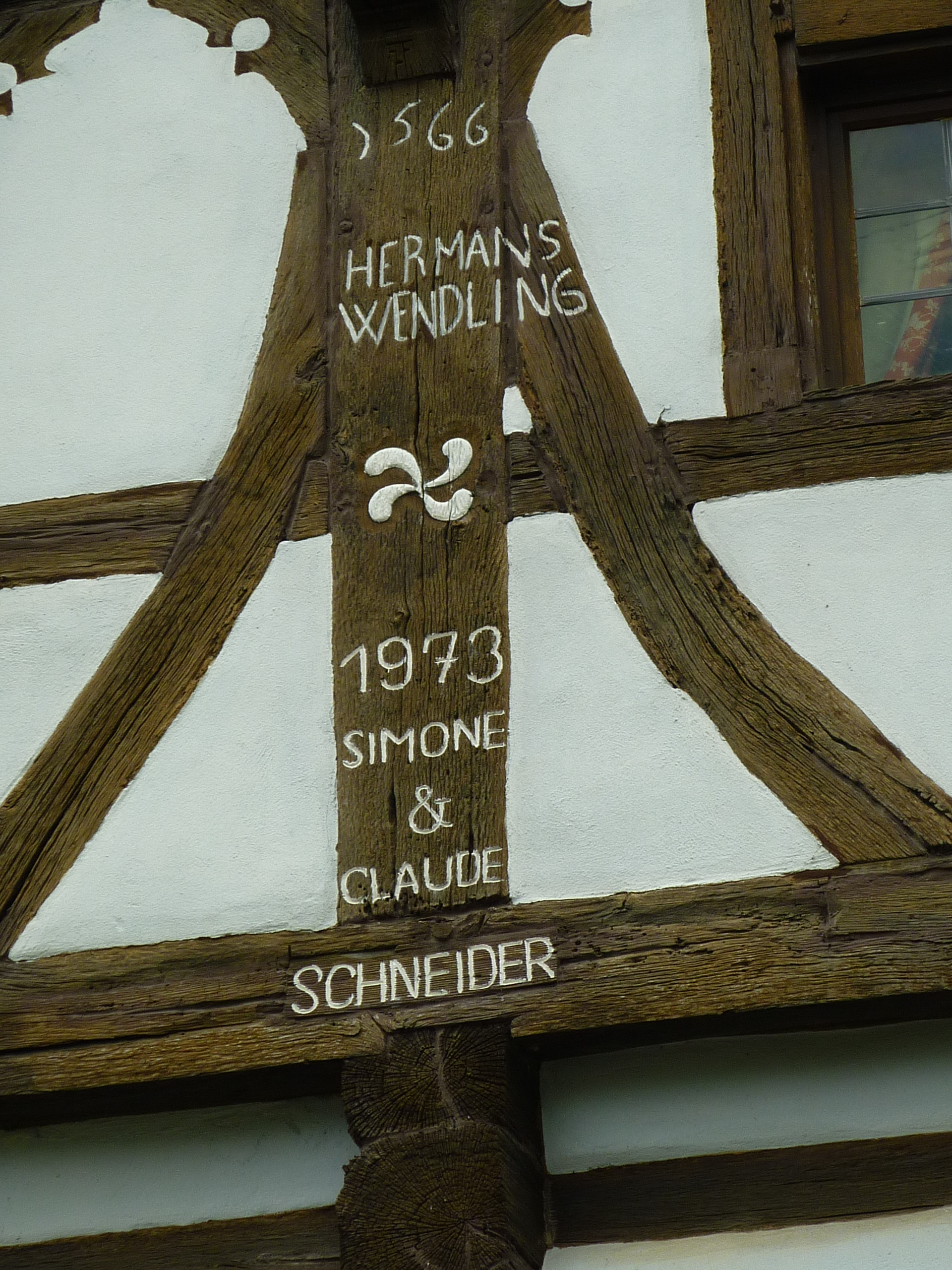
Ferme Wendling Zœbersdorf.

### Héraldique
| Blason de Geiswiller-Zœbersdorf | Blason  | D'argent à la chèvre saillante de sable, lampassée de gueules. (blason de Geiswiller) |
| Blason de Geiswiller-Zœbersdorf | Détails | Armes parlantes (Geiß signifie « chèvre » en allemand).                               |

| Blason de Geiswiller-Zœbersdorf | Blason  | Parti : au premier d'argent au lion de sable, lampassé de gueules, à la bordure du même, au second de gueules à l'épée haute d'argent, garnie d'or, aux deux clefs aussi d'argent passées en sautoir, brochant sur le tout. (blason de Zœbersdorf) |
| Blason de Geiswiller-Zœbersdorf | Détails | |